# Stolnica v Leonu
Stolnica svete Marije v Leónu (špansko Catedral de Santa María de Regla de León), imenovana tudi Hiša luči ali Pulchra Leonina, je rimskokatoliška cerkev v mestu  León na severozahodu Španije. Je eden najpomembnejših primerov gotske arhitekture v Španiji. Zgrajena je bila na mestu prejšnjega rimskega kopališča iz 2. stoletja, ki ga je 800 let kasneje kralj Ordoño II. preuredil v palačo.
Skoraj v celoti je bila zgrajena med letoma 1205 - 1301, severni stolp in križni hodnik sta bila zgrajena v 14. stoletju, južni stolp pa dokončan leta 1472.
Najbolj znana je po vitražnih oknih. Z najmanj 1764 kvadratnimi metri površine, večina jih vsebuje originalna okna, je ena najobsežnejših in najbolje ohranjenih zbirk srednjeveškega vitraža v Evropi.

## Zgodovina

### Predhodne stavbe

#### Rimsko kopališče in prva stolnica
Pod sedanjo lokacijo stolnice je VII. legija Gemina zgradila kopališče, veliko večje od sedanje stavbe. V južni fasadi so leta 1997 raziskali ostanke prve stolnice.
Med ponovnim zavzetjem kristjanov so bile stare rimske kopeli spremenjene v kraljevo palačo. Kralj Ordoño II., ki je leta 916 zasedel leonski prestol, je leta 917 v bitki pri San Estebanu de Gormaz premagal Arabce. V znak hvaležnosti Bogu za zmago se je odrekel svoji palači, da bi zgradil prvo stolnico. Pod škofom Fruminiom II. je bila stavba spremenjena v sveto mesto. V stolnici je grobnica Ordona II. Leonskega, ki je umrl leta 924.
Tempelj so varovali in upravljali menihi iz reda svetega Benedikta in verjetno je bila njihova stavba zelo podobna številnim drugim, ki so obstajale v času leonskega mozarabskega obdobja. Almanzor je v poznem 10. stoletju vodil kampanjo po teh deželah, opustošil mesto in uničil templje. Vendar se zdi, da so škodo na stavbi stolnice hitro odpravili, saj je bil leta 999 v cerkvi okronan kralj Alfonz V. Leonski.
Po političnih pretresih in mavrskih napadih, ki so trajali do leta 1067, je bilo stanje v stolnici skrajno revno. Kralj Ferdinand I. Leonski je po prenosu ostankov sv. Izidorja v León, hotel tempelj obnoviti. Ta kralj je dosegel uspeh v širitvi kraljestva.

#### Romanska stolnica
S pomočjo princese Tereze Urraca iz Navare, kraljeve sestre, se je začela gradnja druge stolnice znotraj obstoječe arhitekture. Slog je bil v bistvu romanski, zgrajena iz opeke in kamna, s tremi ladjami, zaključenimi s polkrožnimi apsidami, osrednja posvečena sveti Mariji, kot v prejšnji cerkvi. Stolnica je bila posvečena 10. novembra 1073 med vladavino Alfonza VI. Verjetno so na njej delali isti zidarji, ki so gradili baziliko svetega Izidorja v Leonu.
Ta stolnica je obstala do konca naslednjega stoletja. Ko se je na prestol povzpel zadnji kralj Leona  Alfonz IX., je bilo mesto in kraljestvo priča velikim družbenim, umetniškim in kulturnim spremembam.

### Gotska stolnica
Tretja stolnica, ki je zdaj v gotskem slogu, se je začela graditi okoli leta 1205, vendar so težave s fundacijo odložile nadaljevanje del do leta 1255 pod škofom Martínom Fernándezom ob podpori kralja Kastilije in Leona, Alfonza X. Zasnova je pripisana mojstru Enriqueju, morda doma iz Francije, ki je pred tem delal v stolnici v Burgosu. Jasno je, da je poznal gotsko arhitekturno obliko iz Francije. Umrl je leta 1277, zamenjal pa ga je Španec Juan Perez. Leta 1289 je umrl tudi škof Martín Fernández, ko je bila prednja stran templja že odprta za bogoslužje. Osnovna stavba stolnice je bila kmalu končana in leta 1302 je škof Gonzalo Osorio odprl celo cerkev vernikom. Križni hodnik in severni stolp sta bila dokončana v 14. stoletju. Južni stolp je bil dokončan šele v drugi polovici 15. stoletja.
Stolnica v Leonu, tako kot njena sestrska predhodnica, stolnica v Burgosu, sledi postavitvi Reimske stolnice. Tako kot večina francoskih stolnic je tudi leonska zgrajena z geometrijskim modulom, ki temelji na trikotniku (ad triangulum), katerega primarne črte se nanašajo na kvadratni koren 3 in odgovarjajo na vse dele in celoto. Ta vidik, tako kot pri postavitvi, nadmorski višini ter okrasnih in simboličnih vsebinah, naredi to stolnico verodostojno čezpirenejsko zgradbo, umaknjeno iz španske mode in spada v najčistejšo šolo francoske Šampanje. Zato si je prislužila vzdevek »najbolj francoske španske stolnice« ali Pulchra Leonina (Lepotica Leona), saj so njene formalne značilnosti povezane z gotskim slogom Šampanje.
Leonsko stolnico poleg svoje postavitve navdihuje tudi Reimska v svoji strukturi, obliki kapel ambulatorija (v tem primeru poligonalne) in razvoju transepta. Vpliv stolnice v Chartresu je viden na zahodni verandi. Ta v Leonu v višini svetlobnega nadstropja opusti model stolnice v Reimsu, saj je tam prosojna in upošteva tehnični napredek, dosežen v stolnicah Sainte Chapelle in Amiens.
Francoski vpliv najdemo tudi pri razvoju prezbiterija, kamor naj bi po njihovi navadi postavili kor. Specifično leonska je lokacija križnega hodnika, brez organske vezi s templjem, izhod v tlorisu stolpov glavne fasade, prikaz višine opornikov ladje, in prekinitev petih ladij na sprednjem koncu glavnega dela templja, ki so bile zmanjšane na tri.
Težava je bila v tem, da je večina temeljev na rimskih ruševinah, hipokavstih 2. stoletja, kar je oviralo dobre temelje za stebre. Kopičenje vlage in iztekanje vode je povzročilo resne nevšečnosti glavnim gradbenikom. Poleg tega je bila večina kamnov v stolnici slabe sestave, apnenec slabo odporen na atmosferske vplive. Poleg tega je bila subtilnost sloga izziv za gradbene materiale; številne podpore so izredno krhke, linije so zmanjšane na popolno optimizacijo do te mere, da se je več takratnih arhitektov spraševalo, ali bo tak projekt lahko obstal. Ta skoraj neresnična zgradba, skupaj s slabo kakovostjo kamna in njegovo slabo podlago, je od 15. stoletja dalje silila k nenehnim posegom in obnovam, ki je tempelj spremenil v evropski model za transformativne posege, restavriranje in konzerviranje.

## Trenutna stavba
Stolnica v Leónu, posvečena Santa Maríi de la Regla, je bila leta 1844 razglašena za kulturni spomenik. Znana je pod imenom Pulchra Leonina in je mojstrovina gotskega sloga sredi 13. stoletja. Zasnova je pripisana arhitektu Enriqueju. Do sredine 15. stoletja je bila tako rekoč dokončana.
Glavna fasada ima dva stolpa. Južni stolp je znan kot "stolp z uro". Renesančni retrokor vsebuje alabastrne skulpture avtorjev Jusquina, Copina Holandskega in Juana de Malinasa. Posebej omembe vreden je plateresco železna ograja v steni za grobom kralja Ordoña.
Ima tri portale, okrašene s skulpturami v koničastih lokih med obema stolpoma. Osrednji del ima veliko okno rozeto. Še posebej izjemna je podoba Virgen Blanca in Locus Appellatione, kjer se je delila pravičnost.
Cerkev ima skoraj 1800 kvadratnih metrov vitražnih oken. Velika večina jih je iz 13. do 15. stoletja: redkost med srednjeveškimi gotskimi cerkvami.
V glavni kapeli je oltarna slika Nicolása Francésa (15. stoletje) in srebrna žara z relikvijami San Froillana, mestnega zavetnika, ki ga je izdelal Enrique de Arfe. Križni hodnik iz 13. do 15. stoletja vsebuje izklesane detajle v kapitelih, frizih in policah.
V stolničnem muzeju je velika zbirka sakralne umetnosti. Tu je skoraj 1500 kosov, vključno s 50 skulpturami Device, ki izvirajo iz antike do 18. stoletja (neoklasicizem) z deli Juana de Junija, Gregorio Fernández, Mateo Cerezo, triptih iz šole v Antwerpnu, mozarabska Biblija in številni kodeksi. Prvi rokopis v leonskem jeziku, Nodicia de Kesos, je na voljo v muzejskem arhivu.
Stolnica v Leónu je tudi ena od treh najpomembnejših stolnic, skupaj z Burgosom in Santiago de Compostela, na poti svetega Jakoba (ali v španščini El Camino de Santiago).
- Primer številnih vitražev.
- Širok pogled na severni del stolnice..
- Glavna rozeta.
- Obokanje križišča

### Portalni sistem fasade
Petdelni predprostor zahodne fasade je bil zgrajen od sredine do konca 13. stoletja. Zasnova tega dovršenega sistema s tremi portali je temeljila na najpomembnejšem modelu v tistem času, transeptnih portalih stolnice v Chartresu. Glavni portal, Portada de le Virgén Blanca, prikazuje Devico Marijo na portalnem stebru, ki jo je ustvaril mojster, ki je okoli leta 1255–1260 ustvaril tudi Coronería stolnice v Burgosu. Današnja slika je kopija. Izvirnik je v osrednji kapeli kora.
Sredina timpanona prikazuje Kristusa kot sodnika Poslednje sodbe. Obstajajo zelo globoki prostorski reliefi, tj. figure so skoraj polno plastične. Timpanon je visok 5,20 m in širok 4,60 m in je datiran v leto 1270/80. Tako kot v Chartresu so tudi slike zaščitene pod verando, kar pojasnjuje njihovo odlično ohranjenost. Preklada v zelo izpopolnjeni predstavitvi na levi kaže blaženost izbrancev v smislu kultivirane dvorne družbe.
Na slikah oblačil je špansko navdušenje nad močno krasitvijo še posebej razvidno iz bogatih gub oblačil.

### Portalni sistem severnega transepta
Timpanon, postavljen okoli leta 1300, prikazuje Kristusov vnebohod. Kristusov lik v mandorli s poenostavljeno stilizacijo doseže novo monumentalnost. V ogrinjalih so figure Oznanjenja in svetih apostolov Jakoba starejši, Petra in Pavla.

### Orgle
Velike orgle je zgradilo podjetje za gradnjo orgel Johannes Klais (Bonn) in so bile slovesno odprte 21. septembra 2013. Francoski skladatelj in organist Jean Guillou je zasnoval koncept in postavitev, zasnovo ohišja in prospekt je delo španskega umetnika Paca Chamorra Pascuala. Orgle imajo skupaj 64 registrov na petih manualih in pedal. Igranje in zaustavitev sta električni.

## Spremembe in obnove
Na stolnici so bile izvedene obsežne spremembe in dodatki, ki so včasih poskušali izboljšati njeno stabilnost, hkrati pa jo prilagoditi sodobnemu okusu, dokler restavracije, ki so se začele v 19. stoletju, niso poskušale odstraniti večine negotskih elementov in zgradbi povrniti prvotni, povsem gotski slog.
V 15. stoletju je bil dokončan južni stolp v razkošnem gotskem slogu. Tudi v tem slogu je bila knjižnica, trenutno kapela Santiaga, ki jo je konec stoletja zgradil Juan de Badajoz el Viejo.
V 16. stoletju je Juan de Badajoz el Mozo začel z dodajanjem negotskih elementov z gradnjo plateresco zatrepa na zahodni fasadi, previsok in težak. Prav tako je dodal plateresco zakristijo na jugovzhodnem koncu stolnice in zgradil nekaj obokov.
Resni problemi so se začeli v 17. stoletju. Deli največjega oboka na križišču so padli leta 1631. Nadomestila ga je baročna polkrožna kupola, ki jo je zasnoval Juan de Naveda. Ta dodatek je poškodoval občutljivo ravnovesje celotne stavbe in povzročil razpoke na južni fasadi, ki jih je bilo treba konec stoletja obnoviti, vključno z novim zatrepom.
V 18. stoletju je Joaquin de Churriguera poskušal izboljšati stabilnost z dodajanjem štirih fial okoli kupole, vendar je to povzročilo nadaljnjo škodo. Stolnico je leta 1755 prizadel lizbonski potres. Opravljena je bila obsežna obnova južne fasade.
Leta 1857 so z osrednje ladje in križišča začeli padati kamni, kar je povzročalo strah pred popolnim propadom. Matías Laviña je stavbo začel popolnoma obnavljati leta 1859. Demontiral je osrednjo kupolo in fiale, dele transepta in južno fasado.
Potem ko je leta 1868 Laviña umrl, je Juan de Madrazo naročil vodenje obnove. Bil je prijatelj Viollet-le-Duca in je dobro poznal francoski gotski slog. Cilj njegovega obsežnega dela je bil, da se stolnica stabilizira in obnovi njen prvotni čisti gotski slog. Postavil je zapleteno leseno podporno konstrukcijo, da je obdržal oboke in nadaljeval z obnovo obokov in južne fasade. Ko so bili leta 1878 oporniki odstranjeni in se je stavba stabilizirala, je to pomenilo, da je bil obnovljen prvotni gotski sistem ravnotežja.
Madrazova naslednika, Demetrio de los Ríos in Juan Bautista Lázaro, sta ves čas odstranjevala tuje elemente, kot je bil plateresco zatrep na zahodni fasadi, in jih nadomeščala z novogotskimi oblikami. Vitražna okna, ki so bila leta razstavljena in shranjena, so bila po letu 1895 obnovljena. Končno je bila stolnica ponovno odprta leta 1901, po enem najbolj zapletenih in obsežnih obnovitvenih projektov v Evropi 19. stoletja.
V 20. stoletju so se lotili manjših restavratorskih del. Požar, ki ga je povzročila strela, je 27. maja 1966 požrl streho, vendar konstrukcija ni utrpela resnejše škode (deloma tudi zaradi odločitve, da se za gašenje ne uporablja preveč vode). Splošni projekt obnove vitražev se je začel leta 2009.